# Выхухолев, Игорь Владимирович
И́горь Влади́мирович Вы́хухолев (15 января 1955, Москва, РСФСР, СССР — 18 января 2021, Москва, Россия) — советский и российский журналист, ведущий информационных программ «Новости» и «Время» на «Первом канале» (1992—2005). Кандидат исторических наук.
В 1979—1983 годах — собственный корреспондент Гостелерадио ЦТ СССР в Сеуле, в 1981—1988 годах — журналист и собственный корреспондент Гостелерадио СССР в Токио. В 1992—2005 годах — журналист информационной программы «Время».

## Биография
Родился 15 января 1955 года в Москве. Учился в московской школе № 26. В 1978 году окончил социально-экономический факультет Института стран Азии и Африки при МГУ им. Ломоносова.

### Профессиональная деятельность
До 1981 года работал в Агентстве печати «Новости», прошёл путь от стажёра до редактора. Затем некоторое время был редактором программы «Время» Главной редакции информационных программ Гостелерадио СССР.
С декабря 1981 года по июнь 1983 года — корреспондент Гостелерадио в Токио. С июня 1983 года по октябрь 1988 года — заведующий региональным отделением Гостелерадио в Токио.
С октября 1988 года по июнь 1991 года — аспирант Академии общественных наук при ЦК КПСС. Кандидат исторических наук.

### Телевидение
С ноября 1991 года — комментатор ИТА РГТРК «Останкино».
С мая 1992 года — ведущий информационных программ РГТРК «Останкино».
С декабря 1994 года по март 1996 года — постоянный ведущий программы «Время».
С 1995 года — ведущий информационных программ канала ОРТ, с 2002 года переименованного в «Первый канал». С 1995 года до 2005 года — ведущий информационных выпусков «Новостей». В 1998 году вёл выпуски программы «Время» для Сибири и Дальнего Востока на орбиты. В 2000—2004 годах иногда заменял своих коллег в информационной программе «Время». Также записывал интервью, например, с Михаилом Горбачёвым. С 2005 по 2006 год — шеф-редактор ночного и утреннего информационного вещания.
В 2006 году перешёл в ВГТРК. С 2006 года записывал интервью с политическими деятелями для информационного телеканала «Вести».
В 2011 году освещал землетрясение в Японии в режиме реального времени на канале «Россия-24».
В последние годы жизни активной журналистской деятельностью не занимался из-за проблем с сердцем.

## Отравление и смерть
25 декабря 2020 года Выхухолеву вызвали врача, когда он, по словам близких, начал слышать посторонние голоса и странно разговаривать. В больнице у него обнаружили стенокардию. 26 декабря его перевезли в специализированное учреждение, а через несколько часов после транспортировки — в НИИ Склифосовского с токсическим отравлением аммиаком и 10-процентным ожогом ротоглотки.
Предположительно, Выхухолев выпил аммиак по ошибке. Он проходил лечение в токсикореанимации НИИ Склифосовского.
Скончался 18 января 2021 года на 67-м году жизни.Похоронен на Николо-Архангельском кладбище.

## Семья и личная жизнь
Владел японским и английским языками. Любил играть в футбол.
Был женат, остались две дочери: Екатерина и Мария. Есть младший брат Сергей, в настоящее время возглавляет ОАО «Транснефть-Медиа».

## Пародии
- Осторожно, модерн! 2 — Эраст Выхуё (Дмитрий Нагиев)